# Поисковая оптимизация
Поиско́вая оптимиза́ция (продвижение сайтов) (англ. search engine optimization, SEO) — комплекс мероприятий по внутренней и внешней оптимизации для поднятия позиций сайта в результатах выдачи поисковых систем по определённым запросам пользователей, с целью увеличения сетевого трафика (для информационных ресурсов), потенциальных клиентов (для коммерческих ресурсов) и последующей монетизации (получение дохода) этого трафика. SEO может быть ориентировано на различные виды поиска, включая поиск информации, товаров, услуг, изображений, видеороликов, новостей, адресов, контактов и специфические отраслевые поисковые системы.
Обычно чем выше позиция сайта в результатах поиска, тем больше заинтересованных посетителей переходит на него с поисковых систем. При анализе эффективности поисковой оптимизации оценивается стоимость целевого посетителя с учётом времени вывода сайта на указанные позиции и конверсии сайта.

## Основные направления работы
Поисковые системы учитывают множество внутренних и внешних параметров сайта при вычислении его релевантности (степени соответствия введённому запросу):
- плотность ключевых слов (сложные алгоритмы современных поисковых систем позволяют производить семантический анализ текста, чтобы отсеять поисковый спам, в котором ключевое слово встречается слишком часто (терм. сленг «тошнота»);
- индекс цитирования («ИЦ») и тематический индекс цитирования («ТИЦ») зависят от количества и авторитетности веб-ресурсов, ссылающихся на данный сайт; многими поисковиками не учитываются взаимные ссылки (друг на друга). Способ наращивания числа сайтов-доноров, ссылающихся на продвигаемый сайт, называется Линкбилдинг. Примером метрики индекса цитирования являлся PageRank. В сентябре 2018 года Яндекс прекратил расчёт и отображение ТИЦ, заменив его на «Индекс качества сайта»;
- водность текста — показатель, определяющий наличие малозначимых слов, которые не несут никакой полезной информации и служат для разбавления текста (стоп-слова);
- поведенческие факторы (внутренние) — ряд всевозможных действий пользователей, которые они могут произвести на сайте: вход, общее время проведённое пользователем на сайте, количество сессий одного пользователя на сайте, просмотр страниц, количество просмотренных пользователем страниц, возврат пользователя на сайт, клики на ссылки в тексте, переходы по ссылкам в меню;
- поведенческие факторы (внешние) — основным внешним показателем качества поведения пользователя при взаимодействии с сайтом является отказ от дальнейшего поиска по ключевой фразе в поисковой системе;
- индекс качества сайта («ИКС») — это показатель того, насколько полезен конкретный сайт для пользователей с точки зрения Яндекса. ИКС введён в 2018 году взамен тематического индекса цитирования (тИЦ), учитывавшего тематику ссылающихся сайтов.
- скорость загрузки сайта — показатель скорости загрузки сайта. Используется несколько параметров для характеристики скорости загрузки сайта — загрузка до появления первого контента, загрузка первого контента до взаимодействия, скорость ответа сервера на запрос, длина html кода. Общепринятым стандартом скорости загрузки сайта принято считать сервис Google PageSpeed.
- внутренняя перелинковка — ссылки внутри сайта, ссылки для переходов между страницами непосредственно в тексте на странице, а не через меню.

Все факторы, влияющие на положение сайта в выдаче поисковой системы, можно разбить на внешние и внутренние. К внутренней оптимизации (касающейся исключительно внутренней системы сайта) относится работа, направленная на общее повышение качества сайта, пользы, которую он приносит посетителю. Сюда можно отнести работу над структурой проекта, над облегчением восприятия контента и непосредственно над качеством этого контента. Значение общего количества таких факторов в большинстве источников колеблется в районе 200. Функциональный подход к поисковой оптимизации, направленный на подгонку определённых факторов к их целевым значениям, отошёл в прошлое в связи с усложнением алгоритмов поисковых систем — стоимость «балансирования» десятков факторов многократно превышает стоимость создания изначально качественного ресурса.
Внутренняя оптимизация включает в себя работу с заголовками страницы, которые содержатся в коде с тегами <h1>, <h2>, <h3>, надписью, которая высвечивается на вкладке браузера — Title, и созданием уникального текста на этих же страницах. Также важно уделить внимание мета-тегу description, поскольку именно его пользователь чаще всего видит под url сайта в поисковой выдаче. Помимо работы с мета-тегами, во внутреннюю оптимизацию сайта входит комплекс мер[каких?], по улучшению его юзабилити.
Методы внутренней поисковой оптимизации:
- HTML, CSS — валидация;
- увеличение скорости работы сайта;
- адаптация под мобильные устройства;
- составление семантического ядра (СЯ);
- анализ сайтов-конкурентов;
- написание качественного контента и создание правильной структуры сайта;;
- корректировка текстовой релевантности всей страницы;
- оптимизация тегов H1, Title и мета-тегов Description;
- внутренняя перелинковка.

Внешние факторы делятся на статические и динамические:
- Статические внешние факторы определяют релевантность сайта на основании цитируемости его внешними веб-ресурсами, а также их авторитетности вне зависимости от текста цитирования.
- Динамические внешние факторы определяют релевантность сайта на основании цитируемости его внешними веб-ресурсами и их авторитетности в зависимости от текста цитирования.
- «Поведенческие факторы и конверсия» показывают качество сайта для непосредственных потребителей. Ресурсы с плохими ПФ не могут занимать лидирующие позиции.[источник не указан 2849 дней]

Методы внешней поисковой оптимизации:
- регистрация в самостоятельных каталогах. Она может осуществляться вручную либо с помощью специальных ресурсов;
- регистрация в каталогах поисковых систем, таких как: Яндекс. Каталог (с декабря 2017 года прекращён приём заявок на добавление в него новых сайтов)[1], Рамблер/Топ100, каталог Yahoo и другие;
- обмен ссылками. Существует несколько способов обмена — прямой, кольцевой, односторонний (покупка ссылок);
- регистрация в сервисах: Google Мой Бизнес[2] и Яндекс. Справочник[3];
- размещение статей («гостевые посты», публикация в СМИ, инфоповоды);
- социальные сети;
- пресс-релизы;
- крауд-маркетинг;
- создание и ведение блогов;
- создание сети сайтов («сателлиты»), используемых для увеличения количества упоминаний и ссылок в поисковой выдаче. Данный метод продвижения сайтов относится к «чёрным». Поисковые системы не советуют использовать подобные методы оптимизации и могут принять санкции в отношении таких сайтов.

Лицо, проводящее работу по оптимизации веб-сайтов, называется оптимизатор или SEO-специалист (seoшник/сеошник).
Существуют различные SEO-сервисы, позволяющие облегчить труд оптимизаторов и дать владельцам сайтов возможность продвигать их самостоятельно (проводить seo-аудиты, подбирать ключевые слова, покупать ссылки, проверять качество ссылочных доноров).
К факторам, понижающим рейтинг сайта, относятся:
- неуникальный контент (статьи, новости и так далее);
- технологии, которые поисковые машины рассматривают как спам;
- избыточное число внешних ссылок, как результат неестественного прироста ссылочной массы (если ссылки некачественные или не тематические);
- ссылки со спамными анкорами;
- накрутки поведенческих факторов;
- большое количество исходящих ссылок;
- некорректная вёрстка;
- тяжёлый «замусоренный» код;
- большой вес страницы (HTML-кода, картинок, JS-скриптов, CSS-стилей и прочее);
- некорректные ответы сервера;
- вирусы на сайте.
- Нарушение авторского права. Использование контента без соответствующей лицензии, либо права на использование контента, личных данных и другой приватной информации.

Помимо этого, некоторые поисковые системы (в том числе Google) снижают рейтинг сайта, если он не имеет мобильной версии (отдельной или адаптивной) — когда на телефонах и планшетах отображается полная версия сайта.

## История
Вместе с появлением и развитием поисковых систем в середине 1990-х появилась поисковая оптимизация. В то время поисковые системы придавали большое значение тексту на странице, ключевым словам в мета-тегах и прочим внутренним факторам, которыми владельцы сайтов могли легко манипулировать. Это привело к тому, что в выдаче многих поисковых систем первые несколько страниц заняли сайты, которые были полностью посвящены рекламе, что резко снизило качество работы поисковиков. С появлением технологии PageRank больше веса стало придаваться внешним факторам, что помогло Google выйти в лидеры поиска в мировом масштабе, затруднив оптимизацию при помощи одного лишь текста на сайте.

С середины девяностых, когда появились поисковые машины, технология определения релевантности сайта запросу была очень простая. Поисковик искал ответы на все свои вопросы по релевантности в тексте самого сайта ― это была эра внутренней оптимизации. Таким образом для того, чтобы один сайт стоял выше другого по ключевому слову «детские завтраки», надо было запрос «детские завтраки» написать на странице 100 раз, если у твоего конкурента 99...  
...Слава богу, в 98-м году появился, а к 2000 году ― прогремел поисковый алгоритм, предложенный Ларри Пейджем, одним из основателей Google, ― так называемый «Page Rank».
Этот алгоритм оценивал релевантность сайта не по тому, что написано на сайте, а по тому, что про этот сайт написано на других сайтах. Главным фактором конкуренции за место в интернет-поиске становилась репутация данного сайта в глазах других веб-мастеров: чужих, сторонних, внешних. Это была действительно революция, то есть был принцип: «неважно что ты сам про себя пишешь ― важно что про тебя пишут другие».
— Антон Носик Интервью медиа-эксперта. Дата обращения: 7 марта 2014. Архивировано 7 марта 2014 года.
Однако оптимизация развивается вместе с поисковыми системами, и в современных результатах поиска можно видеть всё больше и больше коммерческих сайтов с искусственно раздутой популярностью, особенно по коммерчески привлекательным запросам (транзакционные запросы, транзактный анализ).
Наряду с этой глобальной тенденцией, которой активно противостоят ведущие поисковые системы, имеют место и важные изменения внутри отдельных региональных рынков поисковой оптимизации и продвижения. Так, для Рунета последних лет характерен отток действительно стоящих специалистов на зарубежные рынки. Это объясняется тем, что отечественные рынки уже не могут наполнять ликвидностью полноценные SEO компании. И бюджеты поисковой раскрутки на Западе являются более крупными, что делает их привлекательнее для оптимизаторов.

### Отношения с Google
В 1998 году два аспиранта из Стэнфордского университета Ларри Пейдж и Сергей Брин разработали поисковую систему «Backrub», которая использовала математический алгоритм для оценки популярности веб-страниц. Число, рассчитываемое по алгоритму PageRank, является функцией количества и силы обратных ссылок. PageRank оценивает вероятность того, что данная страница будет доступна веб-пользователю, который случайным образом просматривает веб-страницы и переходит по ссылкам с одной страницы на другую. По сути, это означает, что некоторые ссылки сильнее, чем другие, так как случайный веб-пользователь с большей вероятностью достигнет страницы с более высоким PageRank.
Пейдж и Брин основали Google в 1998 году. Google привлёк лояльных последователей среди растущего числа пользователей Интернета, которым понравился его простой дизайн. Были учтены факторы вне страницы (такие как PageRank и анализ гиперссылок), а также факторы на странице (такие как частота ключевых слов, мета-теги, заголовки, ссылки и структура сайта), чтобы позволить Google избежать манипуляций, наблюдаемых в поисковых системах. Это только учитывает факторы на странице для их рейтинга. Хотя PageRank был сложнее для игры, веб-мастера уже разработали инструменты и схемы построения ссылок, чтобы влиять на поисковую систему Inktomi, и эти методы оказались аналогичным образом применимы к игровому PageRank. Многие сайты сосредоточены на обмене, покупке и продаже ссылок, часто в массовом масштабе. Некоторые из этих схем, или линкоферм, включали создание тысяч сайтов с единственной целью рассылки спама.
К 2004 году поисковые системы включили широкий спектр нераскрытых факторов в свои алгоритмы ранжирования, чтобы уменьшить влияние манипулирования ссылками. В июне 2007 года Сол Ханселл из New York Times заявил, что Google ранжирует сайты, используя более 200 различных сигналов. Ведущие поисковые системы, Google, Bing и Yahoo, не раскрывают алгоритмы, которые они используют для ранжирования страниц. Некоторые практики SEO изучили различные подходы к поисковой оптимизации и поделились своим личным мнением. Патенты, связанные с поисковыми системами, могут предоставить информацию для лучшего понимания поисковых систем. В 2005 году Google начал персонализировать результаты поиска для каждого пользователя. В зависимости от истории предыдущих поисков Google создал результаты для зарегистрированных пользователей.
В 2007 году Google объявил о кампании против платных ссылок, которые передают PageRank. 15 июня 2009 года Google сообщил, что они приняли меры по смягчению последствий скульптинга PageRank с помощью атрибута nofollow для ссылок. Мэтт Каттс, известный разработчик программного обеспечения в Google, объявил, что Google Bot больше не будет обрабатывать ссылки nofollowed таким же образом, чтобы запретить поставщикам услуг SEO использовать nofollow для скульптинга PageRank. В результате этого изменения использование nofollow привело к испарению PageRank. Чтобы избежать всего вышесказанного, инженеры SEO разработали альтернативные методы, которые заменяют пустые теги скрытым Javascript и, таким образом, позволяют создавать скульптуры PageRank. Кроме того, было предложено несколько решений, которые включают использование Iframe, Flash и Javascript.
В декабре 2009 года Google объявил, что будет использовать историю веб-поиска всех своих пользователей для заполнения результатов поиска. 8 июня 2010 года была объявлена новая система веб-индексации под названием Google Caffeine. Разработанный для того, чтобы пользователи могли находить результаты новостей, сообщения на форумах и другой контент намного быстрее после публикации, чем раньше, Google Caffeine изменил способ обновления индекса Google, чтобы в Google всё быстрее отображалось, чем раньше. По словам Кэрри Граймс, разработчика программного обеспечения, который объявил Caffeine для Google, «Caffeine обеспечивает на 50 % более свежие результаты для веб-поиска, чем наш последний индекс…». Google Instant, поиск в режиме реального времени, был представлен в конце 2010 года, как попытка сделать результаты поиска более своевременными и актуальными. Исторически администраторы сайта потратили месяцы или даже годы на оптимизацию сайта для повышения рейтинга в поисковых системах. С ростом популярности сайтов социальных сетей и блогов ведущие движки внесли изменения в свои алгоритмы, позволяющие быстро ранжировать свежий контент в результатах поиска.
В феврале 2011 года Google объявил об обновлении Panda, которое наказывает сайты, содержащие контент, дублированный с других сайтов и источников. Исторически сайты копировали контент друг от друга и получали выгоду в рейтинге поисковых систем, участвуя в этой практике. Однако Google внедрил новую систему, которая наказывает сайты, контент которых не является уникальным. В 2012 году Google Penguin попытался оштрафовать веб-сайты, которые использовали манипулятивные методы для повышения своего рейтинга в поисковой системе. Хотя Google Penguin был представлен как алгоритм, направленный на борьбу со спамом в сети, он действительно фокусируется на спам-ссылках путём измерения качества сайтов, с которых эти ссылки приходят. В обновлении Google Hummingbird 2013 года появилось изменение алгоритма, предназначенное для улучшения обработки естественного языка Google и семантического понимания веб-страниц. Система языковой обработки Hummingbird подпадает под недавно признанный термин «Разговорный поиск», где система уделяет больше внимания каждому слову в запросе, чтобы лучше сопоставить страницы со значением запроса, а не несколько слов. Что касается изменений, внесённых в поисковую оптимизацию, для издателей и авторов контента, Hummingbird призван разрешать проблемы, избавляясь от нерелевантного контента и спама, позволяя Google производить высококачественный контент и полагаться на него как на «доверенных» авторов.

## Виды оптимизации
Методы оптимизации можно разделить на три класса в соответствии с их цветом (белый, серый и чёрный), однако последние события в мире поисковых систем дают понять, что это разделение весьма условно — любая манипуляция определёнными параметрами сайта может быть расценена поисковиком как крайне нежелательное влияние на его результаты. Так, любая попытка манипулирования поисковыми результатами прямо запрещена в лицензии на использование поисковой системы «Яндекс». «Белые» оптимизаторы и маркетологи пользуются рекомендациями Яндекса по созданию «хороших» сайтов. Таким образом продвигают сайт, не нарушая правил поисковых систем.

### Белая оптимизация
Белая оптимизация — оптимизаторская работа над ресурсом без применения официально запрещённых каждой поисковой системой методов раскрутки ресурса — без влияния на поисковые алгоритмы сайтов. Это включает в себя работу над самим сайтом, а именно над внутренней навигацией и содержимым, и работу с внешней средой сайта, то есть продвижением оптимизируемого сайта путём обзоров, пресс-релизов, регистрации в социальных закладках, партнёрских программ и т. п. с указанием ссылок на сайт. «Яндекс» предупреждает о том, что если какой-либо метод оптимизации не является официально запрещённым, это не значит, что его можно применять.
Роботы поисковых систем могут учитывать множество различных факторов при сканировании сайта. Однако не каждая страница индексируется поисковыми системами. Владелец сайта или веб-программист может исключить определённые страницы из поиска. Для этого используется мета-тег <nofollow>. Расстояние страниц от корневого каталога сайта также может зависеть от того, сканируются ли страницы.
Сегодня ещё наблюдается рост просмотров интернет-ресурсов при помощи мобильных устройств. Поэтому одним из факторов ранжирования для Google стало именно наличие адаптивной мобильной версии сайта.

### Серая оптимизация
К серой поисковой оптимизации можно отнести добавление большого количества ключевых слов в текст страницы, зачастую в ущерб читабельности для человека, например: «Масло масляное, потому что в нём есть маслопроизводные маслянистые жиры». (С появлением алгоритма Баден-Баден, Яндекс находит такие страницы и накладывает на них санкции.) При этом оптимизация заключается сначала в подборе ключевых запросов для конкретной веб-страницы, определении размера целевого «SEO-текста» и необходимой частоты ключевых слов в нём, а затем в формулировании предложений и фраз, содержащих в себе ключевые запросы определённое количество фраз в разных падежах, единственном и множественном числе, при разных формах глаголов. Эти параметры могут потом корректироваться по результатам выдачи поисковых систем. При этом задача SEO-копирайтера — написать оригинальный текст таким образом, чтобы подобная оптимизация была как можно менее заметна «живому» читателю (и в частности асессору поисковой системы). Широко применяется также включение ключевого запроса в HTML-теги title, meta description, h1, alt, атрибут meta keywords.
Другой пример серой оптимизации — дорвей без редиректа, когда при попадании на дорвей не происходит автоматического перенаправления на продвигаемый сайт.
Серая оптимизация отличается от чёрной тем, что она официально не запрещена, но её использование всё равно может быть расценено как неестественное завышение популярности сайта. Некоторые поисковые системы, например Google, могут временно или навсегда заблокировать такой сайт. То есть конечное решение о том, являются ли методы продвижения законными или нет, принимает специалист — модератор поисковой системы, а не программа.

### Чёрная оптимизация
К чёрной оптимизации относятся все методы, которые противоречат правилам поисковых систем. Среди них можно выделить следующие: использование дорвеев (страниц и ресурсов, созданных специально для роботов поисковых систем, зачастую с большим количеством ключевых слов на странице), приём под названием клоакинг (посетителям показывается один контент, поисковому роботу — другой), использование скрытого текста на страницах сайта, использование «однопиксельных ссылок».
Для чёрной оптимизации часто используется взлом сайтов с высокой посещаемостью или множества сайтов с небольшой посещаемостью с целью размещения на них ссылок (в том числе скрытых) на продвигаемые ресурсы. В большинстве случаев такие ссылки меняются автоматически раз в несколько дней или неделю за счёт вредоносного кода чёрного оптимизатора, который можно выявить с помощью бесплатных онлайн-сканеров сайта на вирусы.
Особо уязвимы вики-сайты, не защитившие свои внешние ссылки инструкциями rel="nofollow", и вики-движки, не имеющие такой функции. Применение даже весьма надёжной капчи популярных форматов в таких случаях не останавливает спамеров, так как ИКС/PR у вики-сайтов обычно повышенный.
С целью манипуляций поисковыми системами существует такой метод чёрной оптимизации как PBN-сети (сателлиты). В большинстве случаев — это создание большого количества небольших сайтов, на которых впоследствии размещаются искусственные ссылки на продвигаемый сайт

## SEO как инструмент маркетинга
SEO не является подходящей стратегией для каждого веб-сайта, и другие стратегии интернет-маркетинга могут быть более эффективными, например, платная реклама посредством кампаний с оплатой за клик (CPC), в зависимости от целей оператора сайта. Поисковый маркетинг (SEM) — это практика разработки, проведения и оптимизации рекламных кампаний в поисковых системах.
В ноябре 2015 года Google выпустила для своих пользователей полную версию Руководства по рейтингу качества поиска на 160 страниц, который теперь показывает смещение их акцента на «полезность» сайта и мобильный поиск.
SEO может генерировать возврат инвестиций и увеличения прибыли с продаж для предприятия. Однако поисковым системам не платят за обычный поисковый трафик, их алгоритмы меняются, и нет никаких гарантий, что ранее использованные методы оптимизации не перестанут учитываться или не станут стимулом для пессимизации выдачи интернет-ресурса. Из-за этого отсутствия гарантий и определённости бизнес, который сильно зависит от трафика с поисковых систем, может понести большие убытки, если поисковые системы прекратят посылать посетителей.

## SEO софт
SEO софт (или программное обеспечение для поисковой оптимизации) включает различные типы инструментов и платформ, которые помогают улучшить видимость веб-сайтов в поисковых системах. Эти инструменты можно разделить на несколько категорий:

### 1. Набор отдельных инструментов
Отдельные инструменты предназначены для выполнения конкретных задач, связанных с SEO. Они обычно сосредоточены на одном аспекте оптимизации и предоставляют глубокий анализ и рекомендации. Примеры:
- Проверка обратных ссылок: Сервисы анализируют профили обратных ссылок, чтобы определить количество и качество внешних ссылок, указывающих на сайт.
- Подбор ключевых слов: Инструменты помогают находить релевантные ключевые слова для контента и кампаний, обеспечивая более точное нацеливание на целевую аудиторию.
- Анализ конкурентов: позволяют отслеживать стратегии конкурентов, включая их ключевые слова, объявления и обратные ссылки.

### 2. Платформы с полным спектром инструментов
Эти платформы предоставляют всеобъемлющие решения для SEO, объединяя различные функции в одном интерфейсе. Они предлагают полный набор инструментов для мониторинга, анализа и оптимизации сайтов.

### 3. Полуавтоматическое продвижение
В последнее время появились полуавтоматические инструменты, которые используют машинное обучение и искусственный интеллект для упрощения и автоматизации процессов оптимизации. Эти инструменты, часто называемые Co-Pilot, помогают специалистам по SEO принимать более обоснованные решения и ускоряют выполнение задач.

## Биржи ссылок
Для закупки ссылок существуют специальные сайты, где можно как купить ссылки, так и предоставить возможность (платно) размещать их на своём сайте. Стоимость ссылок колеблется в диапазоне 5-500 usd. Оплата за ссылки может быть как разовая (вечная ссылка), так и подневная (арендная ссылка). Стоит отметить что среднее время размещения вечной ссылки составляет всего около 3 лет. Из-за частой смены структуры сайтов и работоспособности домена и хостинга в целом вечные ссылки существуют лишь в теории.